# Crotalaria johannis
Crotalaria johannis är en ärtväxtart som beskrevs av Antonio Rocha da Torre. Crotalaria johannis ingår i släktet sunnhampor, och familjen ärtväxter. IUCN kategoriserar arten globalt som otillräckligt studerad. Inga underarter finns listade i Catalogue of Life.